# Măgirești
Măgirești is een Roemeense gemeente in het district Bacău.

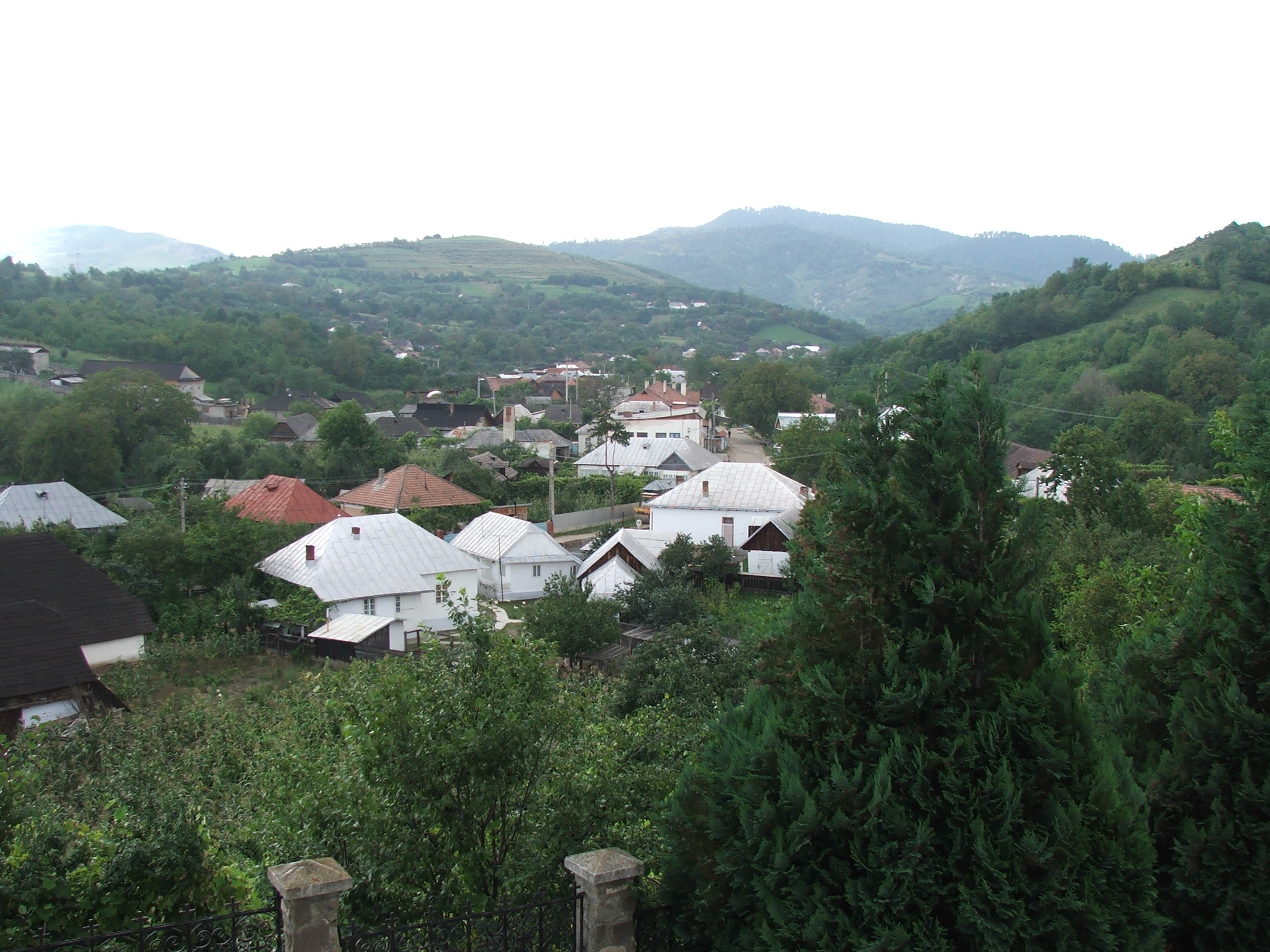
Măgirești

Măgirești telt 4522 inwoners.